# Meilensteine (Ballenstedt)

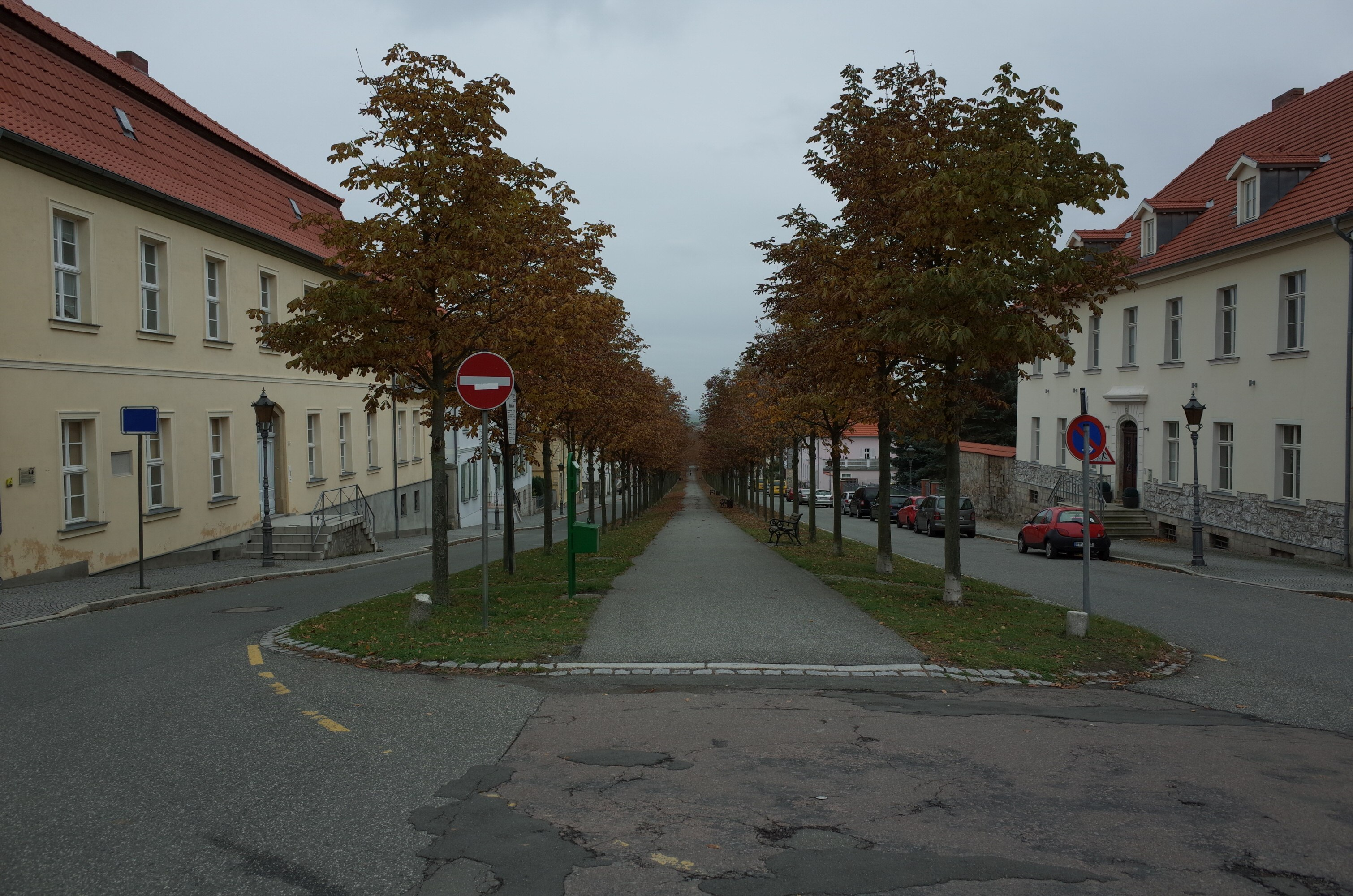
Meilensteine in Ballenstedt

Die Meilensteine in Ballenstedt sind drei Kleindenkmale in der Stadt Ballenstedt im Landkreis Harz in Sachsen-Anhalt.

## Lage
Zwei der anhaltischen Meilensteine stehen unterhalb des Schlossberges am West-Ende der Allee links und rechts des Zuganges und somit an der Ostseite des Schlossplatzes, der dritte nur wenige Meter entfernt im Hof vom Stadtmuseum „Wilhelm von Kügelgen“.

## Geschichte
Nur im ehemaligen Gebiet von Anhalt-Bernburg sind bisher anhaltische Viertel- und Halbmeilensteine bekannt, wohingegen in Anhalt-Dessau und Anhalt-Köthen neben den Ganzmeilensteinen nur sogenannte Stationssteine nachgewiesen sind, von denen es pro Meile 99 Stück gab, denn der hundertste Stein war der Ganzmeilenstein. Die anhaltische Meile entsprach seit den frühen 1840er Jahren der preußischen Meile, war also 7,532 Kilometer lang. Viertelmeilensteine wie die hier sekundär in Ballenstedt aufgestellten Rundsockelsteine gab es demnach aller 3,766 Kilometer entlang der wichtigen Straßen, nämlich an der Position 0,25 Meile und an der Position 0,75 Meile. Da fast alle bekannten Meilensteine Anhalts auf Dessau ausgerichtet sind, befand sich dort der Nullpunkt, von dem aus die Messung erfolgte.
An ihrem jetzigen Standort dienen die beiden Steine als Prellsteine, ihre Inschriften sind aber noch lesbar. Der südliche, vom Schloss aus gesehen rechte Stein ist mit 3/4 Meile beschriftet. Der nördliche (linke) Stein hingegen mit 1/4 Meile. Offenbar stammen die Steine aus dem Umfeld der Stadt und wurden hierher verbracht. Ein dritter Meilenstein wird im direkt benachbarten Stadtmuseum aufbewahrt. Auch er war an der Allee aufgestellt worden und befand sich an ihrem östlichen Ende, dem Anhaltiner Platz. Seine Inschriften lauten 1/4 Meile 11,25. Er ist somit eindeutig dem 11-Meilen-Stein nachfolgend aufgestellt gewesen. Dieser steht heute am Gelben Haus zusammen mit dem 10-Meilen-Stein ebenfalls sekundär, ist also keine Hilfe. Da sich aber bei Alexisbad der 12,50-Meilen-Stein erhalten hat, befand sich der 11,25-Meilen-Stein dementsprechend 9,415 Kilometer nördlich von diesem Standort an der Alexanderstraße von Ballenstedt nach Harzgerode (und weiter nach Neudorf). Auch der Ganzmeilenstein in Hoym scheint noch an seinem Original-Standort zu stehen und kann somit bei der Bestimmung des Standortes helfen.
Man nimmt an, dass mit dem Ausbau der Alexanderstraße im Jahr 1926 die Meilensteine teils abgebaut und nach Ballenstedt gebracht wurden. Zusammen mit dem Meilenstein in Opperode besitzt Ballenstedt heute sechs Meilensteine, jedoch ist anzunehmen, dass auch am Ost-Ende der Allee aufgrund der Symmetrie zwei Steine als Prellsteine standen und somit einer bereits verloren ging, bevor der andere ins Museum gebracht wurde. Trotz ihrer Bedeutung sind die Meilensteine bisher nicht im Denkmalverzeichnis eingetragen, stehen aber dennoch als Kleindenkmale unter Denkmalschutz.